# Jennifer Pelland
Jennifer Pelland är en amerikansk science fiction-författare. Hon växte upp i Massachusetts och introducerades tidigt till science fiction-genren av sin far. Hon har varit aktiv som radioskådespelare och inläsare. Hon debuterade med "Big Sister/Little Sister" i Apex Digest 2005. 2008 gavs hennes första novellsamling, Unwelcome Bodies, ut.
Novellen "Captive Girl" var bland de nominerade till Nebulapriset för 2007, och "Ghosts of New York" för 2010. Två av hennes noveller finns översatta till svenska, "Captive Girl" ("Den fångna flickan") och "Brushstrokes" ("Penselstreck").
I januari 2012 släpptes hennes första roman, Machine.